# Тонкорукая чесночница
Тонкорукая чесночница (лат. Leptobrachium hasseltii) — вид бесхвостых земноводных семейства рогатых чесночниц (Megophryidae). Видовое латинское название дано в честь датского зоолога Йохана Конрада ван Хассельта (1797—1823).
В настоящее время считается, что под этим названием скрывается более одного вида. Особенно популяция, обитающая на Филиппинских островах, представители которой, вероятно, являются новыми для науки видами.
Самки достигают 7 см в длину, в то время как самцы только 6 см. На гладкой коже головы расположена пара крупных багровых глаз. Тёмная окраска верхней части тела контрастирует со светлым брюхом, покрытом тёмными пятнышками.
Вид распространён в Индонезии и на Филиппинах. Встречается на большей части Явы и Суматры, местами встречается на островах Мадура и Kangean.
Средой обитания являются леса на высоте на более чем 1000 метров над уровнем моря.
По мнению некоторых исследователей, размножение происходит в горных реках. Тем не менее, головастики были найдены в Индонезии в спокойных водоёмах, а на Филиппинах — в низменных лесных реках.
Популяция вида сокращается из-за потери мест обитания по причине обезлесения, а также из-за отравления пестицидами и удобрениями.